# Baden-Württembergischer Baseball- und Softballverband
Der Baden-Württembergische Baseball- und Softballverband (BWBSV) ist der für Baden-Württemberg zuständige Landesverband des Deutschen Baseball und Softball Verbandes. In ihm sind 34 Baseball- und Softballvereine organisiert. Gegründet wurde der BWBSV am 22. November 1980.

## Spielbetrieb
Der BWBSV ist für die Organisation des Spielbetriebs unterhalb der Bundesligen zuständig. Daneben richtet der BWBSV auch jedes Jahr einen Pokalwettbewerb im Baseball- und im Softballbereich aus.
Für den Bereich Baseball sieht die Ligastruktur wie folgt aus:
Herren:
- Verbandsliga Baden-Württemberg (Meister steigt in die 2. Bundesliga des DBV auf)
- Landesliga (2 Gruppen)
- Bezirksliga (2 Gruppen)

Junioren:
- Juniorenliga

Jugend:
- Verbandsliga Jugend
- Jugendliga (3 Gruppen)

Schüler:
- Schülerliga (3 Gruppen)

T-Ball:
- T-Ball-Liga (Turniermodus)

Im Softball ergibt sich aufgrund etwas geringerer Anzahl an Spielerinnen folgende Struktur des Spielbetriebs:
Damen:
- Verbandsliga Baden-Württemberg (Meister nimmt an der Aufstiegsrunde in die Softball-Bundesliga teil bzw. steigt direkt auf)
- Landesliga

Juniorinnen:
- Juniorinnen Softball

Zudem richtet der BWBSV auch eine Liga im Softball-Fastpitch Mixed aus (siehe auch Mixed Softball Champions League).

## Vereine
Im Verband sind 34 Vereine organisiert, darunter auch ein Verein aus der Schweiz:
- Aalen Strikers
- Aichelberg Indians
- Bad Mergentheim Warriors
- Bretten Kangaroos
- Bühl Blackwoods
- Crailsheim Sentinels
- Ellwangen Elks
- Freiberg Brewers
- Freiburg Knights
- Gammertingen Royals
- Göppingen Green Sox
- Heidelberg Hedgehogs
- Heidenheim Heideköpfe
- Heilbronn Fireballs
- Heilbronn Pirates
- Hemsbach Tigers
- Heubach Hunters
- Herrenberg Wanderers
- IT sure Falcons
- Karlsruhe Cougars
- Kornwestheim Woodpeckers
- Ladenburg Romans
- Mannheim Tornados (Rekordmeister der Baseball-Bundesliga)
- Nagold Mohawks
- Neuenburg Atomics
- Ravensburg Leprechauns
- Remchingen Racoons
- Reutlingen Woodpeckers
- Schriesheim Raubritter
- Schwäbisch Hall Renegades
- Sindelfingen Squirrels
- Stuttgart Reds
- Taínos Arawak Esslingen
- Tübingen Hawks
- Villingendorf Cavemen
- Winterthur Wizards

Außerdem nehmen auch französische Mannschaften in Kooperation mit baden-württembergischen Mannschaften am Spielbetrieb teil (etwa die Mulhouse Royals als Neuenburg Atomics 3).